# Али Гагарин
Хайдар Хасан Хадж ас-Сидиг (англ. Haydar Hassan Haj Al-Sidig, араб. حيدر حسن الصديق‎), более известный как Али Гагарин (англ. Ali Gagarin; араб. علي قاقرين‎; 1 апреля 1949, Омдурман — 12 февраля 2025, Каир) — суданский футболист, нападающий. Игрок сборной Судана, обладатель Кубка африканских наций 1970 года. Впоследствии — дипломат.

## Биография
Воспитанник клуба «Аль-Меррейх» из Омдурмана. С 1966 года выступал за другой клуб из родного города — «Аль-Хиляль», в его составе стал трёхкратным чемпионом Судана (1967, 1970, 1973) и четырёхкратным победителем Лиги Хартума (1967, 1969, 1971, 1973). За время своей клубной карьеры забил во всех турнирах более 350 мячей. На клубном уровне также выступал за саудовский «Ан-Наср» (Эр-Рияд) и ивуарийский «Стад Абиджан».
С 1967 года выступал за сборную Судана. В 1970 году со своей командой стал обладателем Кубка африканских наций, на турнире забил один гол, на групповой стадии в ворота Эфиопии. В 1976 году также участвовал в Кубке африканских наций, забил три гола, но его команда не вышла из группы.
После завершения игровой карьеры работал вице-президентом «Аль-Хиляля». Также сделал дипломатическую карьеру, работал начальником протокола суданского министерства иностранных дел, имел ранг посла.
Своё прозвище получил в честь Юрия Гагарина.
Скончался 12 февраля 2025 года в Каире в возрасте 75 лет после борьбы с болезнью.